# Elachertus ceramidiae
Elachertus ceramidiae är en stekelart som beskrevs av Burks 1962. Elachertus ceramidiae ingår i släktet Elachertus och familjen finglanssteklar.
Artens utbredningsområde är:
- Costa Rica.
- Honduras.
- Panama.

Inga underarter finns listade i Catalogue of Life.